# Circondario di Frutigen-Niedersimmental
Il circondario di Frutigen-Niedersimmental (ufficialmente in tedesco Verwaltungskreis Frutigen-Niedersimmental, circondario amministrativo di Frutigen-Niedersimmental) è uno dei circondari in cui è suddiviso il Canton Berna, in Svizzera; si trova nella regione dell'Oberland.

## Storia
Il circondario amministrativo fu creato il 1º gennaio 2010, nell'ambito della riforma amministrativa del Canton Berna. È andato a sostituire il precedente distretto di Frutigen e parte di quello di Niedersimmental.

## Suddivisione
Il circondario amministrativo è suddiviso in 13 comuni:
| Stemma                   | Nome                     |
| ------------------------ | ------------------------ |
| Adelboden                | Adelboden                |
| Aeschi bei Spiez         | Aeschi bei Spiez         |
| Därstetten               | Därstetten               |
| Diemtigen                | Diemtigen                |
| Erlenbach im Simmental   | Erlenbach im Simmental   |
| Frutigen                 | Frutigen                 |
| Kandergrund              | Kandergrund              |
| Kandersteg               | Kandersteg               |
| Krattigen                | Krattigen                |
| Oberwil im Simmental     | Oberwil im Simmental     |
| Reichenbach im Kandertal | Reichenbach im Kandertal |
| Spiez                    | Spiez                    |
| Wimmis                   | Wimmis                   |
|                          | Totale (13)              |